# 포르더외스터라이히
포르더외스터라이히(독일어: Vorderösterreich, 이전 die Vorlande (pl.)) 또는 외오스트리아는 독일 남서부의 이전 슈바벤에서 기원한 공국으로 초기(및 이후) 합스부르크 가문 소유이 소유한 땅의 총칭이었다. 라인강 서쪽의 알자스 지역과 포어아를베르크 지역을 포함한다. 
라인강 서쪽과 콘스탄스 호수 남쪽 (콘스탄츠 자체 제외)의 포르더외스터라이히의 영토는 점차 프랑스와 구스위스 연방에 빼앗겼고, 슈바벤과 포어아를베르크는 나폴레옹 시대까지 합스부르크가의 지배하에 있었다.

## 지리
포르더외스터라이히는 벨포르 마을을 포함한 준트가우에 있는 알자스 페레트 후백국과 1368년 이후 프라이부르크 임 브라이스가우를 포함하여 라인강 동쪽에 인접한 브라이스가우 지역을 주로 구성했다. 상부 수바벤에서 동쪽의 알고이(Allgäu) 지역까지 뻗어 있으며, 가장 큰 지역은 아우크스부르크와 울름(Ulm) 사이의 부르가우(Burgau)의 후작령이다. 시합스부르크 왕가는 해학적으로 “제국 독수리의 꼬리 깃털”이라고 불렀다. 합스부르크가가 소유한 포어아를베르크의 일부 영지는 또한 티롤에서 일시적으로 직접 관리했지만, 외오스트리아의 일부로 간주되었다.

## 역사
합스부르크 왕가의 원래 고향, 합스부르크 성이 있는 아르가우, 그리고 하이라인강과 콘스탄스 호수 남쪽의 다른 많은 원래 소유지는 이미 14세기에 모르가르텐 (1315)과 젬파흐 전투(1386) 이후 확대되는 구스위스 연방에 빼앗겼다. 이 지역은 라인펠덴과 라우펜부르크 주변의 프릭탈 지역을 제외하고는 외오스트리아의 일부로 간주되지 않았다.
1406년부터 1490년까지 합스부르크 티롤 후국과 함께 추가 오스트리아는 "상부 오스트리아"의 정의에 포함되었다. 1469년부터 1474년까지 지기스문트 대공은 부르고뉴 공작 샤를 1세에게 전당포의 많은 부분을 주었다.
1648년 베스트팔렌 조약으로 준트가우는 프랑스의 일부가 되었다. 오스만 전쟁 이후에 포르더외스터라이히의 많은 주민들은 새로 획득한 트란실바니아 지역으로 이주하여 정착하도록 장려했다. 18세기에 합스부르크가는 1780년에 테트낭과 같은 몇 개의 작은 새로운 슈바벤 영토를 획득했다.
프랑스 혁명 전쟁 중에 신성 로마 제국의 재편성 과정에서 브라이스가우를 포함한 포르더외스터라이히는 1801년 뤼네빌 조약에 의해 모데나와 레조의 전 공작인 에르콜레 3세 데스테에게 보상으로 주어졌다. 그러나 그는 2년 후에 사망했고, 그의 후계자는 사위이자 프란치스코 2세 황제의 삼촌인 오스트리아-에스테의 대공 페르디난트였다.
1805년 아우스터리츠 전투와 프레스부르크 조약에서 오스트리아가 패배한 후, 포르더외스터라이히는 완전히 해체되었고, 이전의 합스부르크 영토는 바덴 대공국(브라이스가우), 뷔르템베르크 왕국 (로텐부르크 및 호르브) 및 나폴레옹 프랑스와의 동맹에 대한 보상으로 바이에른 왕국에 분리되고, 할당되었다. 소규모 영지는 호엔촐레른-지크마링겐가과 헤센 대공국으로 넘어갔다. 프릭탈은 1799년에 이미 프랑스 보호령이 되어있었다. 1802년에는 헬베티아 공화국의 일부가 되었고, 이듬해에는 스위스 아르가우주에 편입되었다.
나폴레옹이 패배한 후 빈 회의에서 볼란데 전체의 일부를 오스트리아로 반환하는 것에 대해 약간의 논의가 있었지만, 결국에는 외무장관 클레멘스 폰 메테르니히가 통치자를 화나게 하고 싶지 않았기 때문에 포어아를베르그만이 오스트리아의 통제로 돌아갔다. 오스트리아를 라인강의 전진 위치에서 제거하면서 프랑스와의 긴장이 완화되기를 희망했다.

## 같이 보기
- 이너외스터라이히